# Skomorochy (rejon czortkowski)
Skomorochy (ukr. Скоморохи) – wieś na Ukrainie, w obwodzie tarnopolskim, w rejonie czortkowskim.

## Historia
W lecie 1902 starostwo powiatowe w Buczaczu wydało reskrypt ogłaszający epidemię tyfusu plamistego we wsi. 
Przynależność administracyjna przed 1939 r.: gmina Potok Złoty, powiat buczacki, województwo tarnopolskie.
Miejsce zbrodni nacjonalistów ukraińskich. Ofiarą OUN-UPA w marcu 1944 padła rodzina Kroczyńskich. W 1944 r. nacjonaliści ukraińscy zamordowali tu łącznie 14 Polaków.
Do 12 listopada 2015 wieś była siedzibą rady wiejskiej.

## Ludzie
- We wsi urodził się[6] Jan Deodat Antoniewicz-Bołoz[7] – polski historyk i teoretyk sztuki pochodzenia ormiańskiego[8].
- Maria Maksymowiczowa – nauczycielka, w 1930 spensjonowana[9]